# Budapesti Közlekedési Zrt.
Pour les articles homonymes, voir BKV.
Budapesti Közlekedési Zártkörűen Működő Részvénytársaság ([ˈbudɒpɛʃti ˈkøzlɛkɛdeːʃi ˈzaːɾtkøɾyːɛn ˈmyːkødøː ˈɾeːsveːɲˌtaːɾʃɑʃaːg], BKV Zrt.) est la compagnie de transport en commun de Budapest et de sa proche banlieue.